# The Circus Starring Britney Spears
The Circus Starring Britney Spears는 일반적으로 Circus Tour라고도 하며, 미국의 가수 브리트니 스피어스의 다섯번째 콘서트 투어이다. 이 투어는 브리트니의 여섯번째 정규 음반인 Circus를 홍보하기 위해 북아메리카, 유럽, 오스트레일리아를 방문했다. 스피어스는 2007년, 다섯번째 정규 음반인 Blackout을 발매하고 투어를 한다는 말이 있었지만, 알 수 없는 이유로 취소가 되었다. 투어의 계획은 공식적으로 2008년 12월 발표되었다. 무대는 세개로 구성되어 실제 서커스와 같은 무대로 꾸며졌다. 브리트니의 투어 의상은 Dean and Dan Caten이 만들었다. 세트리스트는 In the Zone, Blackout과 Circus의 수록곡들로 이루어졌다. 또한 이 투어를 통해 브리트니는 처음으로 오스트레일리아에서 공연을 펼쳤다.
쇼는 다섯개의 부문으로 나뉘어 공연했다.

## 오프닝 게스트
- "Don't Cha"
- "Beep"
- "I Don't Need a Man"
- "I Hate This Part"
- "Buttons"

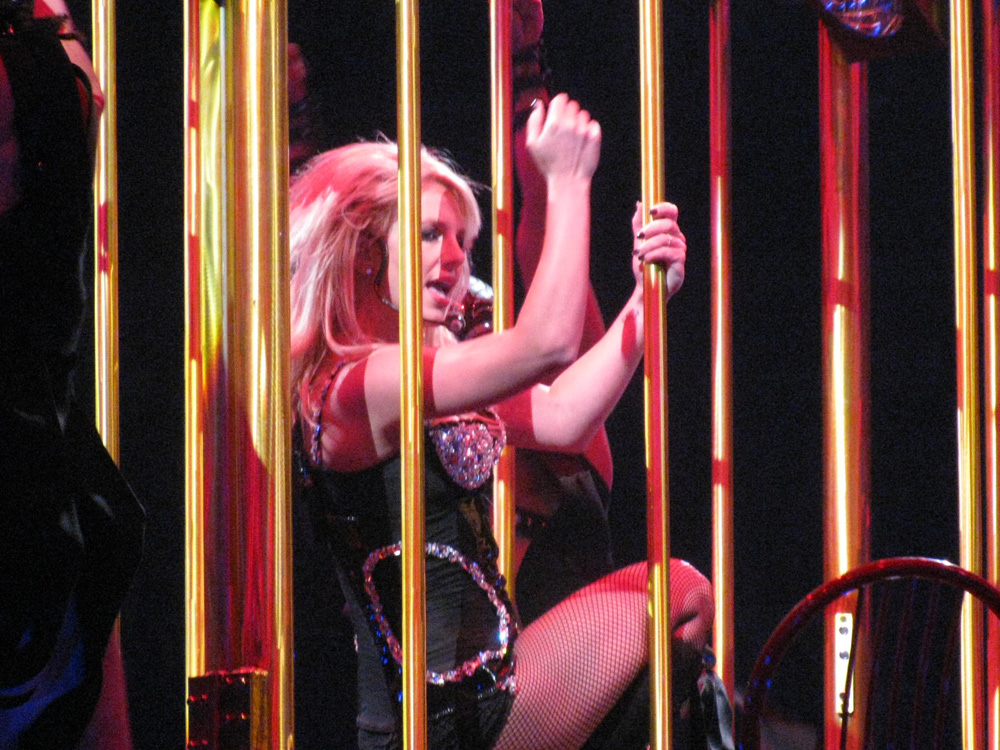
브리트니, "Piece of Me"

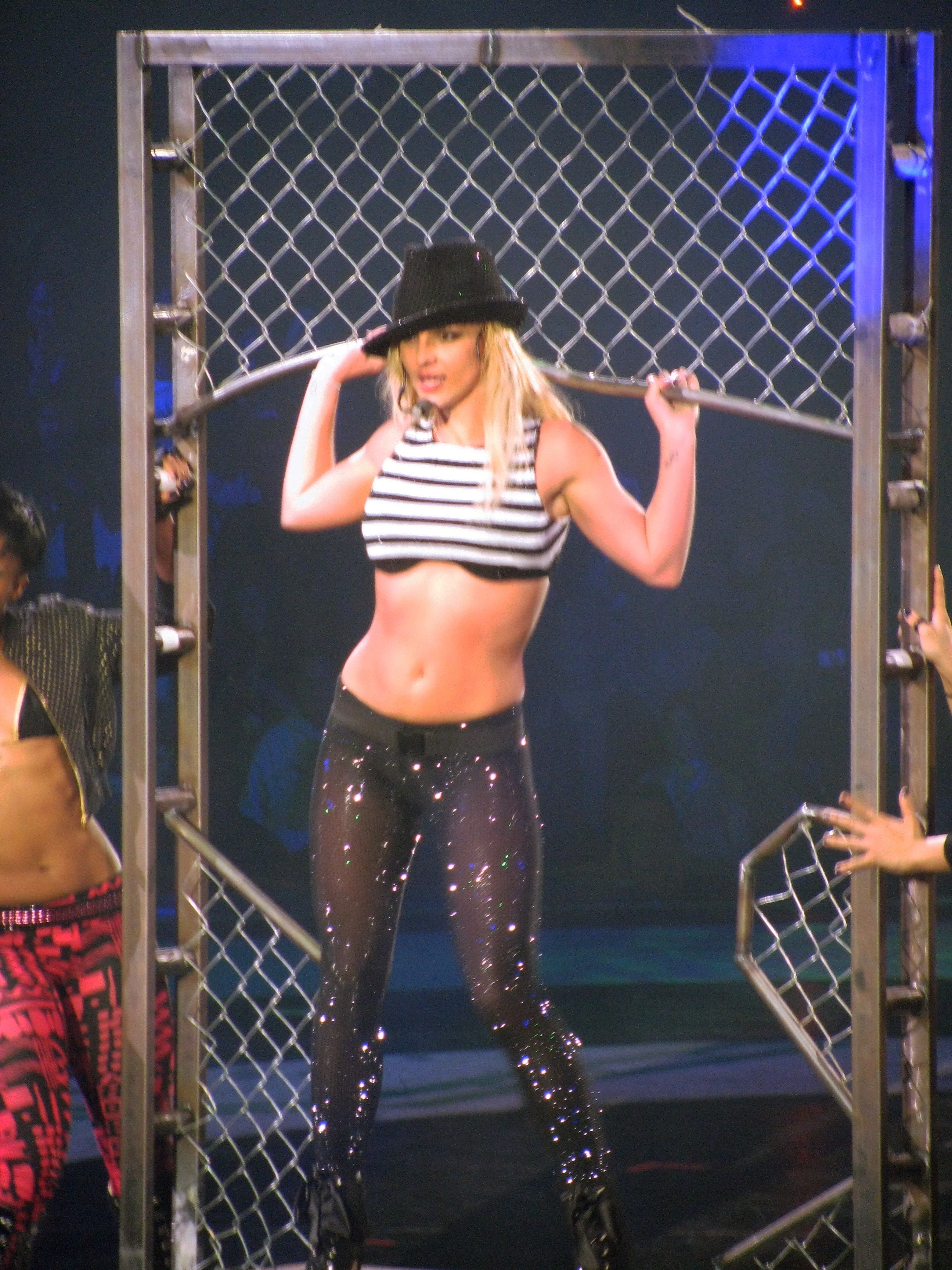
브리트니, "Toxic"

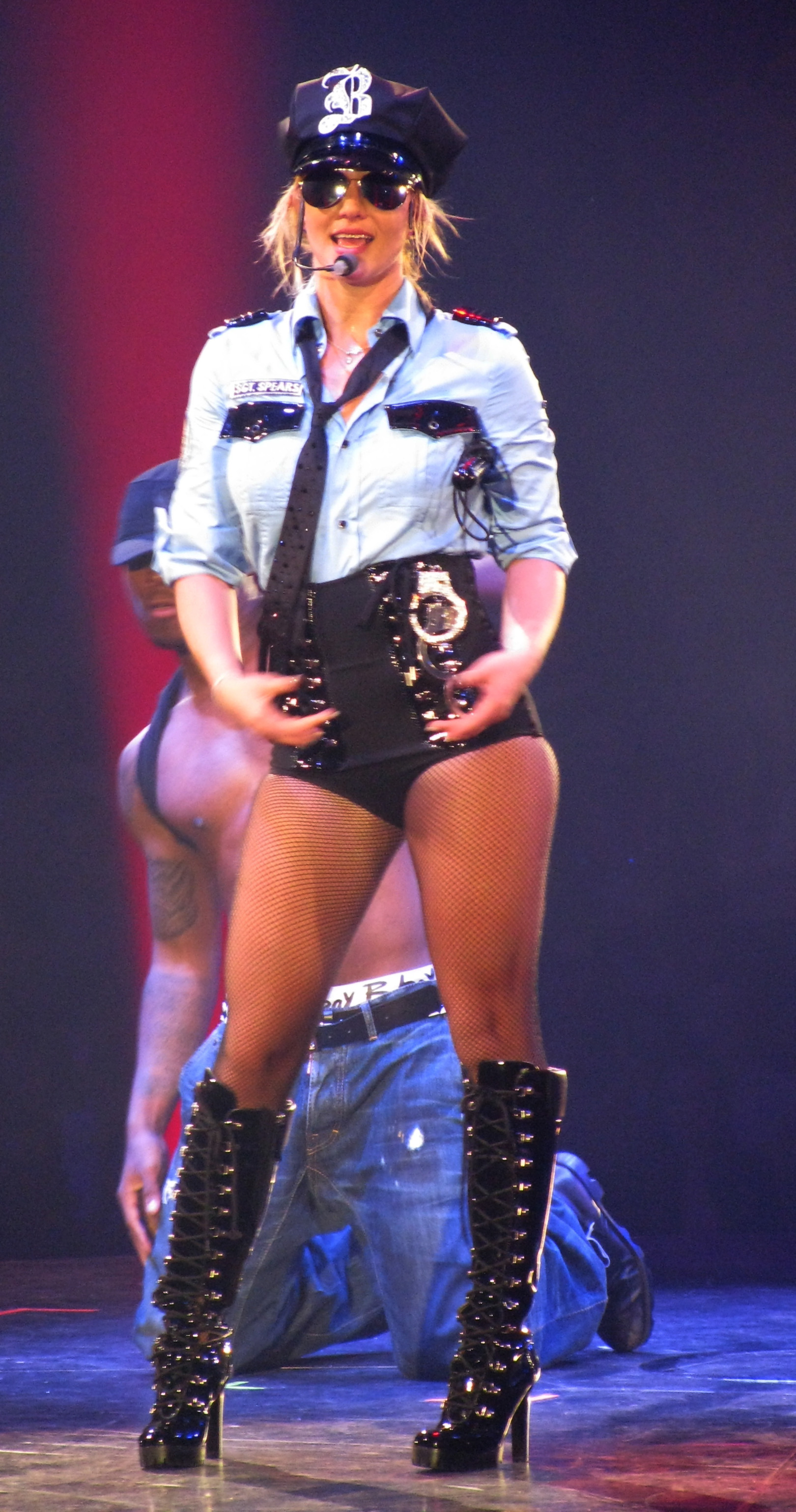
브리트니, "Womanizer"

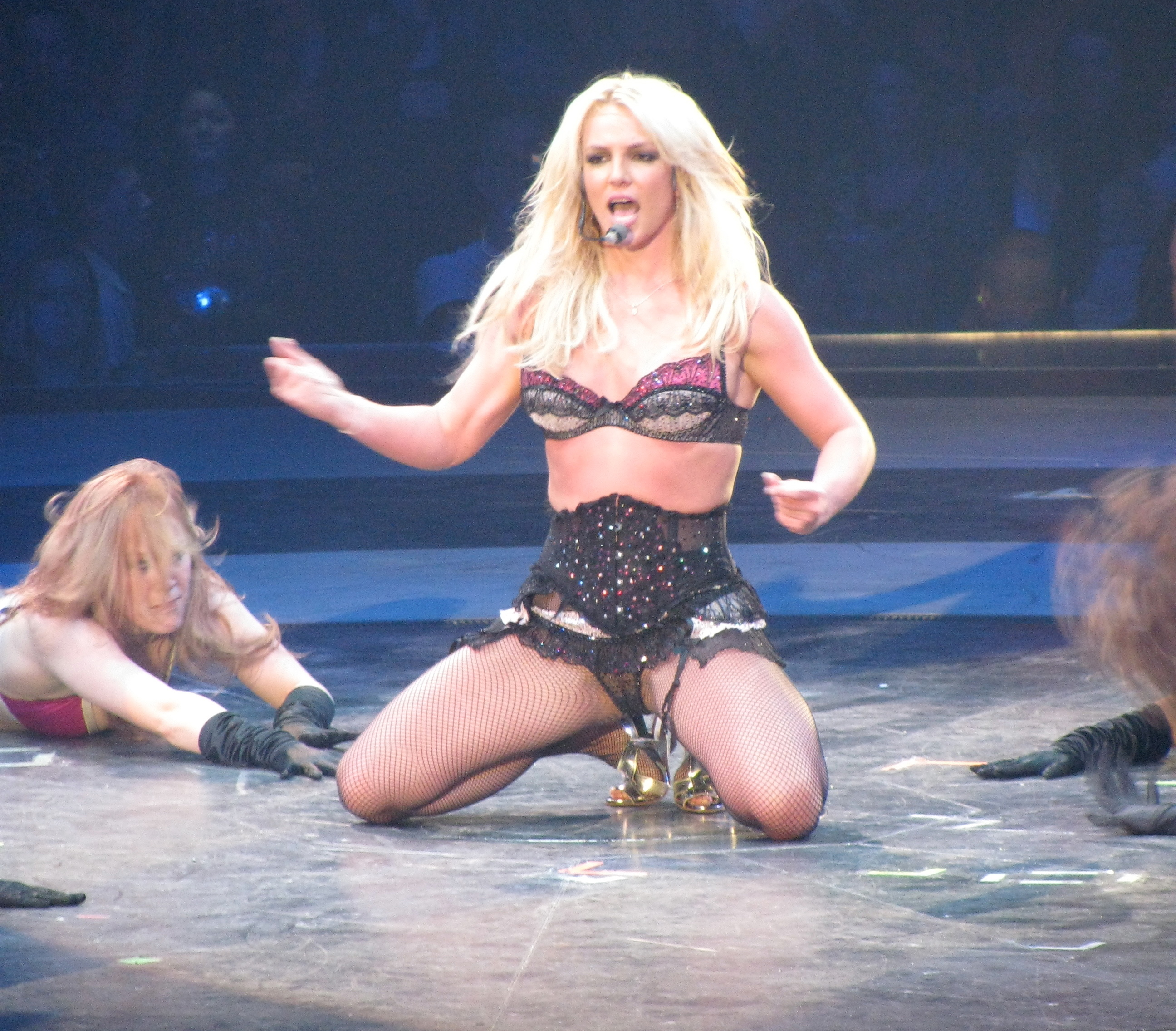
브트니, "Hot as Ice"

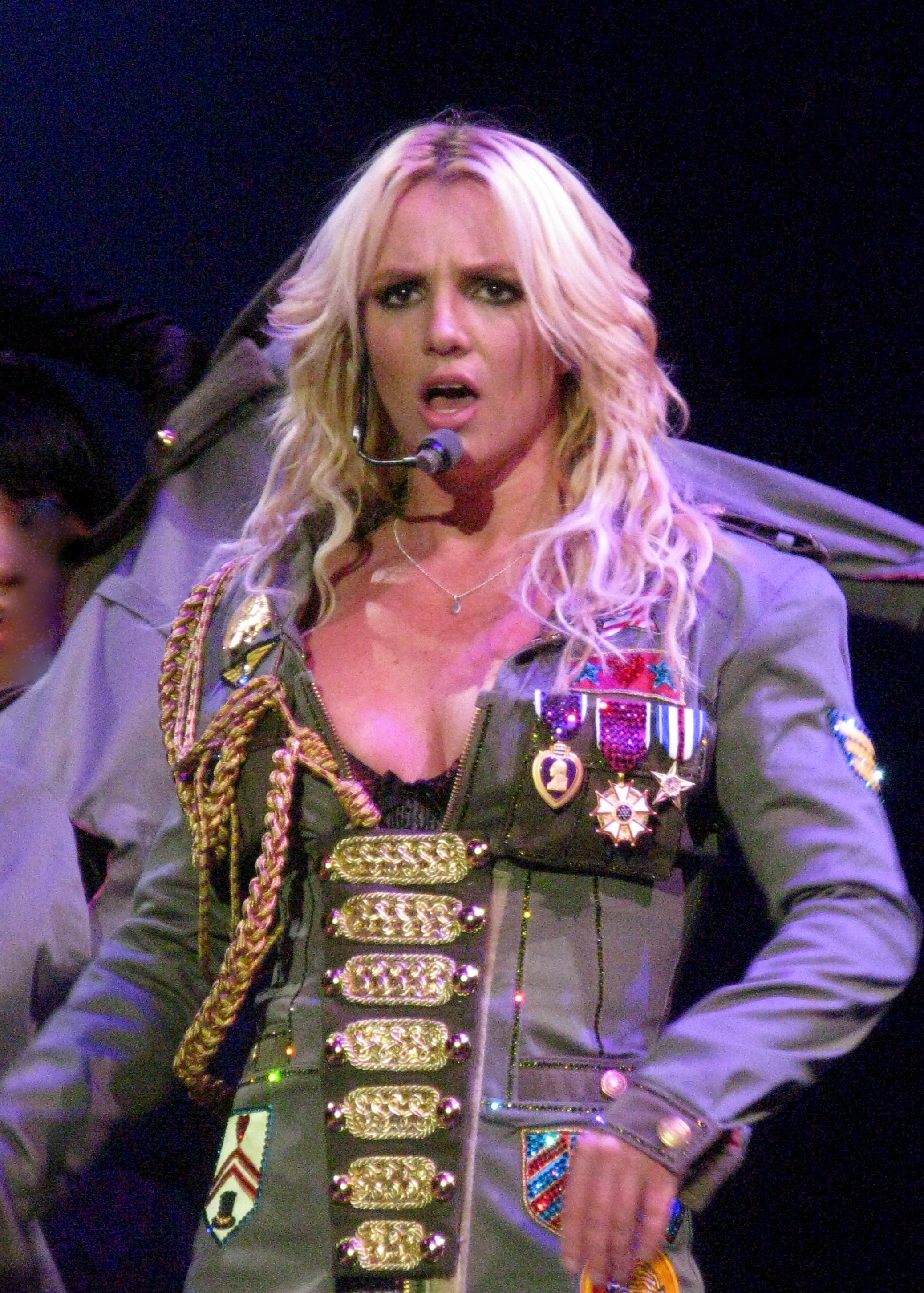
브리트니, "Boys"

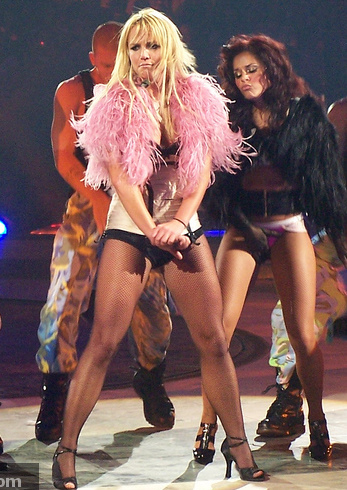
브리트니, "If U Seek Amy"

- "Whatcha Think About That"
- "Stickwitu"
- "Jai Ho! (You Are My Destiny)"
- "When I Grow Up"

- 시에라 (런던)[3]
- 조딘 스팍스 (북아메리카, select venues)[4]
- 크리스티니아 드바지 (북아메리카)[5]
- One Call (북아메리카, select venues)[5]
- 걸리셔스 (캐나다, select venues)[5]
- DJ 하바나 브라운 (유럽과 오스트레일리아, select venues)[6]
- Sliimy (파리)[7]
- 까스까다 (베를린)[8]
- 빅애플 서커스[9]

## 세트 리스트
Act 1: The Circus
- "Welcome to the Circus" (Video Introduction)
- "Circus"
- "Piece of Me"
- "Thunderstorm" (Performance Interlude)
- "Radar"

Act 2: House of Fun (Anything Goes)
- "Martial Arts Segue" (Performance Interlude) (features LAZRtag Remix of "Gimme More")
- "Ooh Ooh Baby"/"Hot as Ice"
- "Boys" (The Co-Ed Remix)
- "If U Seek Amy"
- "You Oughta Know" 1
- "Me Against the Music" (Bollywood Remix)
- "Everytime"
- "I'm Scared" 2

Act 3: Freakshow/Peepshow
- "Everybody's Looking for Something" (Video Interlude) (features "Sweet Dreams (Are Made of This)")
- "Freakshow"
- "Get Naked (I Got a Plan)"
- "Mannequin" 3
- Britney's Hotline (Performance Interlude) (contains elements of "Breathe on Me", with excerpts of "Boys", "I'm a Slave 4 U" and "Gimme More")
- "Breathe on Me"/"Touch of My Hand"

Act 4: Electro Circ
- "Band Jam Segue" (Band Interlude) (contains elements of "Circus")
- "Do Somethin'"
- "I'm a Slave 4 U"
- "Heartbeat" (Dance Interlude) (featuring "Lollipop", "American Boy", "Don't Stop the Music", "Closer" and other songs)
- "Toxic"
- "...Baby One More Time"

Encore
- "Break the Ice" (Video Interlude) (contains elements from "Run the Show" and excerpts from "Gimme More" and "I'm a Slave 4 U")
- "Womanizer"
- "Circus" (Reprise: The Bow)

1 2009년 9월 18일부터 5일까지 열린 공연.
2 2009년 3월 3일 열린 공연.
3 2009년 7월 5일부터 26일까지 열린 공연.